# سوهان‌ماهی
سوهان‌ماهیها (فایل‌ماهی، فول‌ماهی، ماهی کت‌چرمی یا ماهی‌های توفانی یا تک‌خارماهیان) در مناطق استوایی و زیر استوایی زندگی می‌کنند و از خانواده تک‌خارماهیان (Monacanthidae) و راسته چهاردندان‌شکلان (Tetraodontiformes) به‌شمار می‌آیند. سوهان‌ماهی در اقیانوس اطلس، اقیانوس آرام و اقیانوس هند یافت می‌شوند. این خانواده شامل تقریباً ۱۰۷ گونه در ۲۶ طبقه می‌باشند. سوهان‌ماهی‌ها به تریگر ماهیها، ماهی‌های سیگاری و ترانک ماهیا وابسته هستند.بدن این ماهی در دو طرف بدن ماهی متراکم است و پوست خشن و سوهان مانندی دارد که یادآور نام ماهی است. گفته می‌شود که پوست خشک شده سوهان‌ماهی زمانی برای سوهان‌زدن قایق‌های چوبی مورد استفاده قرار می‌گرفته‌است.

## اندام‌شناسی
سوهان‌ماهی‌ها تا حدودی تشبیه ترانک ماهی له شده هستند و بدن عجیب با اشکال مرموز و خیره کننده‌ای دارند. بدن جناغی شکل این ماهی باعث شده که وقتی از پهلو به آن نگاه می‌کنیم نتوانیم به اندازه حقیقی این ماهی پی ببریم. سوهان‌ماهی‌ها باله‌های نرم و ساده‌ای دارند که باله‌های سینه‌ای نسبتاً کوچک و باله‌های دمی پنکه مانند و ناقص هستند و همچنین یک استخوان تو رفته باریک روی سر این ماهی را می‌پوشاند. اگر چه تعداد این استخوان‌ها دو عدد است، استخوان دوم معمولاً بسیار کوچک است که علت نام‌گذاری این خانواده به نام تک‌خارها (Monacanthidae) این خاطر است که در زبان یونانی monos به معنای «یک» و akantha به معنای «خار» است. بعضی از گونه‌ها همچنین در پایه دم خود استخوان‌های برگشته‌ای دارند.
دهان انتهایی کوچک سوهان‌ماهی‌ها دارای دندان‌های پیشین ویژه‌ای است که در آرواره فوقانی ماهی قرار دارند که چهارتای آن‌ها در آرواره درونی و شش تای دیگر در آرواره بیرونی واقع شده‌اند. پوزه ماهی باریک و رو به جلوست، و چشم‌ها روی سر ماهی قرار دارند. اگر چه این ماهی‌ها فلس دار هستند ولی اندازه این فلس‌ها آنقدر کوچک است که ماهی به نظر بدون فلس می‌آید. سوهان‌ماهی‌ها همانند (trigger fish)ها (تریگر ماهیها) دارای محفظه تنفسی کوچک و استخوان‌های لگنی باریک و کشیده‌ای هستند که روی پوست ماهی چین‌های عتغب مانندی به وجود می‌آورد که بین استخوان جناغی پایانی و شکم ماهی در حرکت است. در بعضی از گونه‌ها همانند سوهان‌ماهی حاشیه دار، این استخوان به صورت لولا در می‌آید.
بزرگ‌ترین گونه سوهان‌ماهی‌ها، سوهان‌ماهی نا مرتب (Aluterus scriptns) نامیده می‌شود که طول آن‌ها به ۱۱۰ سانتی متر می‌رسد؛ طول اکثر گونه‌ها کمتر از ۶۰ سانتی‌متر است. در بعضی گونه‌ها دو جنسیتی به شدت احساس می‌شود که در آن جنس نر و ماده در رنگ‌های مختلف به چشم می‌خوردند و جنس نر از استخوان‌های دمی بزرگ‌تری برخوردار است. 
تک‌خارماهیان (Monacanthidae) خانواده‌ای از ماهیان گرمسیری تا نیمه‌گرمسیری دریازی هستند که در اقیانوس‌های اطلس، آرام و هند زندگی می‌کنند.
این خانواده از ماهیان پیرامون ۱۰۷ گونه دارد که در ۲۶ سرده جای گرفته‌اند.
تک‌خارماهیان از اعماق صفر تا حدود ۱۷۰ متر یافت می‌شوند.اساساً کفزی هستند و در اطراف آب سنگ‌های مرجانی و صخره‌ها یا بر روی بسترهای شنی و گلی و بسترهای علف‌های دریایی به سر می‌برند. آن‌ها از طیف وسیعی از بی‌مهرگان کفزی شامل اسفنج‌ها و گاهی اوقات جلبک‌ها و گیاهان تغذیه می‌کنند و این کار توسط دهان کوچک آن‌ها صورت می‌گیرد که مشخصا مجهز به دندان‌های نوک تیز با اندازه متوسط است. تنها نمونه‌های بزرگ بعضی از تک خار ماهیان برای مصارف خوراکی استفاده می‌شوند، اما بسیاری از آن‌ها به عنوان ماهیان کم ارزش در تورهای ترال کف تجاری جمع‌آوری می‌شوند.

## ویژگی‌ها
تک‌خارماهیان ماهیانی هستند با اندازه کوچک تا متوسط (تا ۱۰۰ سانتی متر.هستند که معمولاً بدن بلند و بسیار فشرده از دو پهلو دارند، بدن آن‌ها از پوست صاف تا دان دان زبر پوشیده شده‌است که واجد فلس‌های ریز تا کوچک است و این فلس‌ها مجهز به یک تا چند خار ریز و ظریف هستند.
دهان آن‌ها کوچک و معمولاً انتهایی و غیرقابل بیرون زدن است، دندان‌ها نوک تیز هستند و به یکدیگر جوش نخورده‌اند. منفذشان آبششی شامل یک شکاف کوتاه عمودی یا مورب در جلوی قاعده باله‌های سینه‌ای یا در بالای آن است.
دو خار در بالهٔ پشتی وجود دارد (در برا چالوترس یک خار وجود دارد). اولین خار بزرگ و مجهز به ریشه‌هایی است که به سمت پایین خمیدگی یافته اند(در نمونه‌های مسن تر محو و نامشخص شده‌اند)، خار دوم بسیار کوچک است و می‌تواند خار اول را در هنگامی که به سمت بالا قرار می‌گیرد، قفل کند. همهٔ پرتوهای باله‌ها به استثنای پرتوهای باله دمی، نامنشعب هستند.
باله‌های لگنی آن‌ها حالت ابتدایی دارند و یک ردیف فلس‌های بزرگ انتهای خلفی ناحیه لگن را میپوشانند و از پوست بیرون می‌زنند، یا اینکه یک عدد فلس از سمت انتهای قدامی به انتهای خلفی ناحیه لگن قرار گرفته و با افزایش سن ناپدید می‌شود، یا اینکه اساساً فلسی در این قسمت وجود ندارد. لگن قادر به انجام حرکات عمودی است و می‌تواند وارد یک زبانه عمودی شود. ساقه دمی گاهی اوقات مجهز به خارهای برجسته، موهای زبر طویل یا دسته متراکمی از موهای ظریف است.
رنگ آن‌ها متغیر است، غالباً قهوه‌ای، خرمایی، خاکستری یا متمایل به سبز با علائم تیره تر اس، یا اینکه بسیار رنگی با الگوهای واضح است.

## زیستگاه و تاریخچه زندگی
سوهان‌ماهی‌های بالغ عموماً در اعماق کم آب زندگی می‌کنند و محل زندگی آن‌ها از عمق ۳۰ متری تجاوز نمی‌کند. این ماهی‌ها در تالاب‌ها یا کوه وارهای به سمت دریا و بسترهای علف دریایی یافت می‌شوند. بعضی از این گونه‌ها ممکن است به عصب رود نیز وارد شوند. بعضی از این گونه‌ها به شدت به پوشش‌های انبوه نوعی از خزه‌های دریایی که به شکل علف هرز به وفور یافت می‌شوند، وابسته هستند. این سوهان‌ماهی‌ها، خصوصاً سوهان‌ماهی‌های که بشقابی (stophanolepis hispidus) قادرند خود را به رنگ علف‌های هرز محیط اطراف خود در آورند.
سوهان‌ماهی‌ها چه به تنهایی، چه به صورت جفتی یا در گروه‌های کوچک که به نوع گونه بستگی دارد، شناگران ماهری نیستند چرا که باله‌های کوچک آن‌ها حرکت ماهی را به جنبش‌های کند محدود می‌سازد. بنابر مشاهدات سوهان‌ماهی‌ها اغلب سر خود را در میان توده‌های علف‌های دریایی به سمت پایین حرکت می‌دهند که احتمالاً دلیل آن فریب دادن شکارچی و شکار است. هنگامیکه خطری سوهان‌ماهی‌ها را تهدید می‌کند، آن‌ها به سمت صخره‌ها عقب نشینی می‌کنند. عادات غذایی سوهان‌ماهی‌ها در میان گونه‌های مختلف، متفاوت است بدین معنی که گروهی تنها از جلبک و علف‌های دریایی تغذیه می‌کنند و بقیه از بی مهرگان کوچک اعماق دریا مانند جانوارن نیام دار، gorgonians و مرجانیان و همچنین برخی از گونه‌های مرجان‌ها (coralivores) تغذیه می‌کنند. دو عادت غذایی پایانی مانع نگهداری سوهان‌ماهی‌ها در محیط آکواریوم به‌عنوان یک سرگرمی شده‌است.
سوهان‌ماهی‌ها در اعماق دریاها تخم ریزی می‌کنند که این تخم‌ها توسط جنس نر مراقبت و نگهداری می‌شود. هم جنس نر و هم جنس ماده ممکن است از نوزادان مراقبت کنند که با توجه به گونه ماهی ممکن است تنها توسط جنس ماده نگهداری شوند. سوهان‌ماهی‌های جوان در ژرف لایه آب زندگی می‌کنند. نوعی خزه دریایی ویژه پناهگاه امنی را برای بسیاری از این گونه‌ها فراهم می‌آورد. 
سوهان‌ماهی‌هایی جوان همواره به‌وسیله ماهی تون و دلفین ماهی‌ها تهدید می‌شوند.

## طبقه‌بندی
خانواده Monacanthidae 
- سرده Aconthaluteres
- سرده Acreichthys
- سرده Aluterus
- سرده Amanses
- سرده Anacanthus
- سرده Brachaluteres
- سرده Cantherhines
- سرده Cantheschenia
- سرده Chaetodermis
- سرده Colurodontis
- سرده Enigmacannthus
- سرده Eubalichthys
- سرده Lalmohaania
- سرده Meuschenia
- سرده Monacanthcs
- سرده Nelusetta
- سرده Oxymonacanthus
- سرده Paraluteres
- سرده Paramonacanthus
- سرده Pervagor
- سرده Pseudalutarius
- سرده Pseudomonacanthus
- سرده Rudarius
- سرده Scobinichthys
- سرده Stephanolepis
- سرده Thamnacconus

## گونه‌های موجود در ایران
- تک‌شاخ‌ماهی خاکستری  Alutera monoceros

پراکنش در سراسر خلیج فارس و دریای عمان، بیشینه درازا ۵۵ سانتی متر.
- تک‌شاخ‌ماهی خلیج فارس Paramonacanthus

ماهی کفزی است که در دریاهای مناطق گرمسیری دیده می‌شود، پراکنش در خلیج فارس، بیشینه درازا ۷/۶ سانتی متر.
- تک‌شاخ‌ماهی مشبک Stephanolepis diasperos

پراکنش در سراسر خلیج فارس، بیشینه درازا ۲۵ سانتی متر.